# Zamek Bąkowiec
Zamek Bąkowiec (określany także jako: zamek w Morsku) – pozostałości zamku na Wyżynie Krakowsko-Częstochowskiej. W rejestrze zabytków, a także na stronach internetowych, jest opisany jako Zamek Bąkowiec w Morsku, z którą to wsią zamek był związany od średniowiecza. Obecnie administracyjnie znajduje się w Skarżycach będących dzielnicą Zawiercia.

## Historia
Należy do tzw. Orlich Gniazd. Wieś Morsko była wzmiankowana po raz pierwszy w 1220 roku, ale sam zamek nie ma aż tak wczesnej udokumentowanej historii. Być może pierwszą drewnianą warownie wznieśli w XIV w. Toporczykowie, którzy od nazwy dóbr Morsko przybrali nazwisko Morskich. Prawdopodobnie byli rycerzami rabusiami, za co król Władysław Łokietek w 1327 roku odebrał im wieś Morsko i oddał ją klasztorowi kanoników laterańskich w Mstowie. W dokumentach z tego okresu nie wspomina się czy w Morsku istniał zamek, jednak nie jest wykluczone, że w czasach panowania Kazimierza Wielkiego wzniesiono strażnicę w ramach umocnień na pograniczu Śląska i Małopolski. Możliwe jest również, że zamek zbudował książę Władysław Opolczyk, który pod koniec XIV w. przez krótki czas władał ziemią lelowską i okolicami Morska. Pierwszą wzmiankę o zamku Bąkowiec (zanotowanego pod nazwą: Bancowecz) zapisał kapelan zamkowy w 1389 roku. W 1390 roku właścicielem zamku był Mikołaj Strzała. W lecie 1391 roku zamek zdobyły wojska królewskie podczas walk Władysława Jagiełły z Władysławem Opolczykiem.
Od 1392 r. burgrabią i właścicielem zamku był Piotr z Marcinowic herbu Lis, komornik ziemski krakowski. Po jego śmierci w 1413 roku zamek odziedziczyła jego córka Helena i jej mąż Jan z Sieciechowic syn Zakliki, którzy posiadali go do 1434 roku. W latach 1418–1422 wzmiankowano zamkowego burgrabiego Piotra. W 1422 roku zamek wymieniony jako castrum został odnotowany w księgach ziemskich jako sprzedany przez Jana z Sieciechowic z żoną Heleną, córką Piotra z Marcinowic i Bąkowca, na rzecz Krystyna II (młodszego) z Koziegłów. Nie wiadomo czy sprzedaż została zrealizowana, ponieważ ci sami sprzedający w 1434 roku odnotowali w sądzie sprzedaż zamku z przyległościami za 500 grzywien i za konia wartego 100 grzywien na rzecz Mikołaja Morawca z Konaszówki. Jednak w 1435 r. zamek wraz z przynależnymi objął od Mikołaja Morawca na zasadzie prawa bliższości objął kasztelan sądecki Krystyn II z Koziegłów i jego potomni. W 1439 roku zamek odziedziczył syn Krystyna – Jan (młodszy) z Giebułtowa (zm. 1502). W 1442 roku biskup Zbigniew Oleśnicki, wuj i opiekun Jana młodszego, wydzierżawił zamek na 4 lata Hińczy z Pilawy. Na przełomie XV i XVI w. Morsko posiadali Włodkowie i im przypisuje się wybudowanie nowego murowanego zamku. O zamku wspomina dokument z 1531 r., kiedy jego właścicielem był Piotr Zborowski. Następnie przeszedł w posiadanie rodziny Brzeskich, a po nich w ręce rodu Giebułtowskich. Od XVII w. zamek był już w ruinie.
Od XVII aż do XIX w. wieś i ruiny dawnego zamku były własnością rodziny Heppenów.
Około 1927 r. wzgórze z ruinami zamku kupił architekt Witold Czeczott-Danilewicz, który wybudował tu przed 1933 r. dom przy wykorzystaniu murów zamkowych. Po 1945 r. od wdowy po nim, Janiny Czeczott, willę kupiły Zabrzańskie Zakłady Naprawcze Przemysłu Węglowego i stworzyły na działce ośrodek wypoczynkowy budując kawiarnię z tarasem i wyciąg narciarski. W latach 1959–1961 przeprowadzono konserwację ruin, a w 1967 r. wpisano ruiny do rejestru zabytków pod nr 790/67. W 1999 r. ośrodek wypoczynkowy wraz z ruinami zamku kupiła firma F.H.P.U. „KEM” z Dąbrowy Górniczej. W 2015 roku zamek w zarząd objęło Towarzystwo Miłośników Ziemi Zawierciańskiej.

## Architektura
Zamek Bąkowiec zbudowano na wyniosłej skale Tygrys na planie nieregularnego wieloboku wykorzystując niewielką powierzchnię szczytu skały i przylegającego do niej otoczenia. Kamienna brama, której fragmenty zachowały się do dzisiaj, prowadziła na mały dziedziniec otoczony murem i czworokątnymi pomieszczeniami położonymi na przeciwległych stronach skały w układzie amfiladowym. Półkoliste baszty w narożnikach pełniły rolę obserwacyjną i obronną.
Mury zamku po zewnętrznej stronie zbudowano ze starannie dopasowanych kamieni wapiennych, a wewnętrzne partie wypełniono kamiennym gruzem zalewanym dużą ilością zaprawy wapiennej. Od strony wschodniej do skały przylegał dziedziniec gospodarczy, którego obronność wzmacniał stożkowy nasyp ziemny z owalną basztą oraz suchą fosą. Od strony południowej zamek był zabezpieczony kamiennym murem, którego resztki są jeszcze widoczne. Dostęp do górnego zamku był wyłącznie pieszy przez system pomostów i drabin.

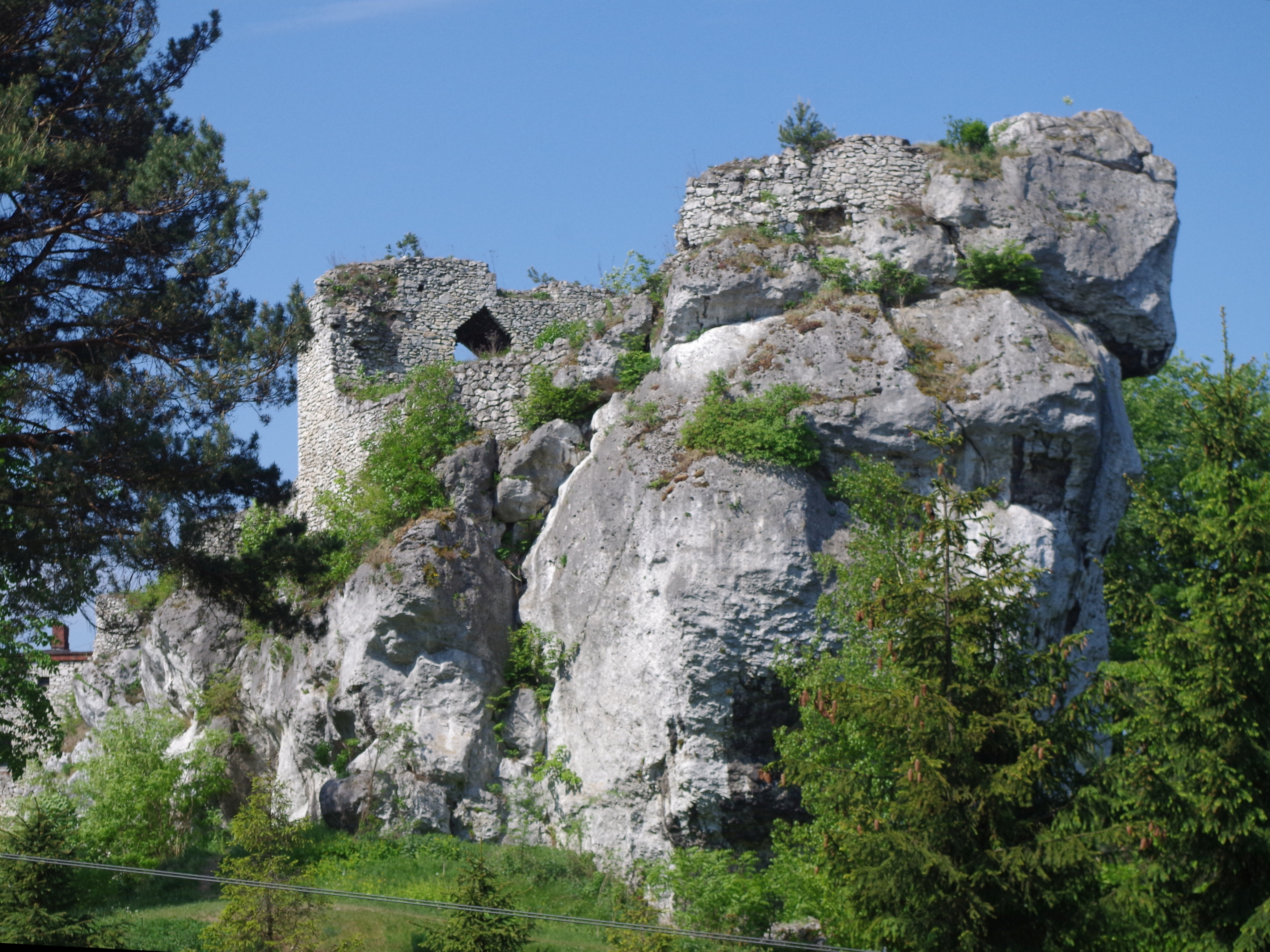
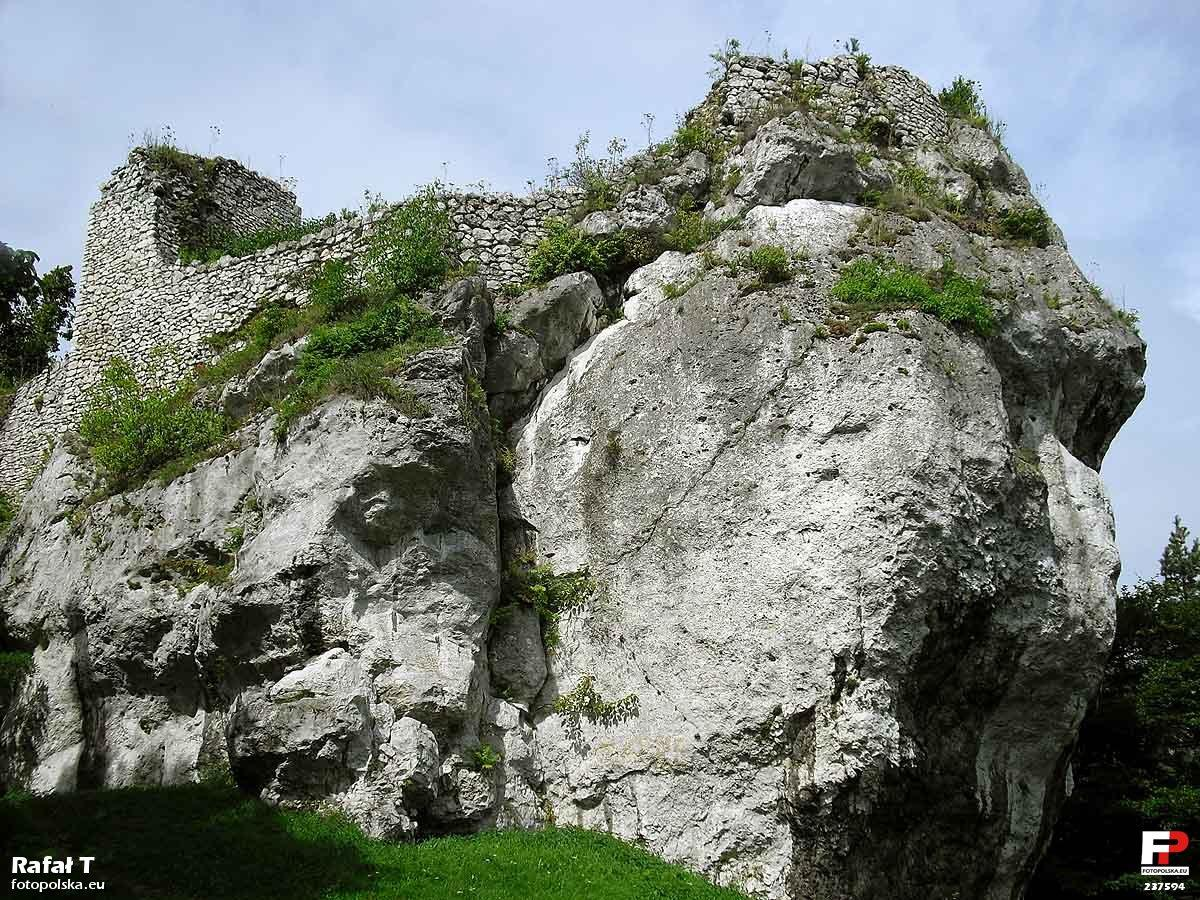
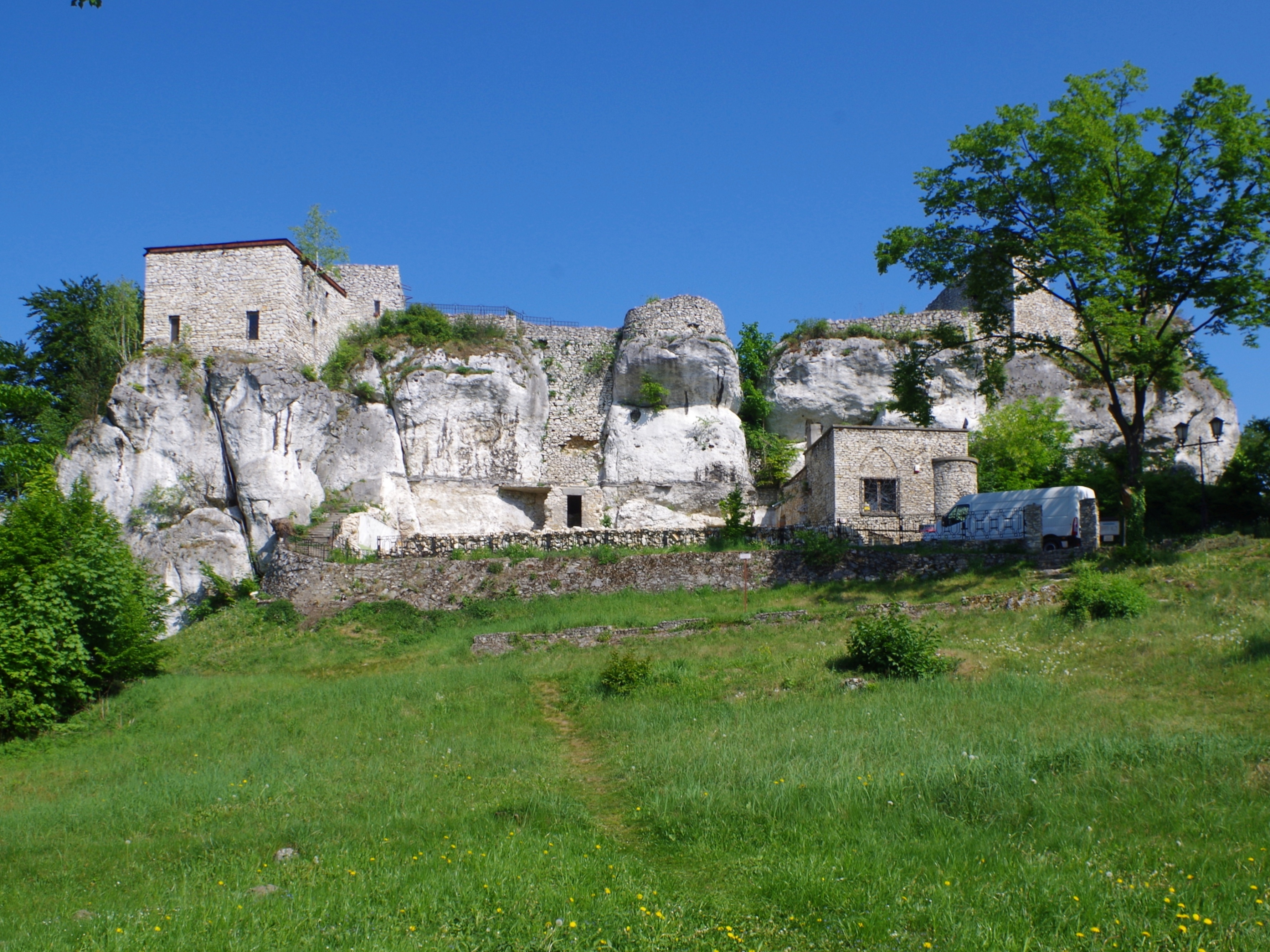
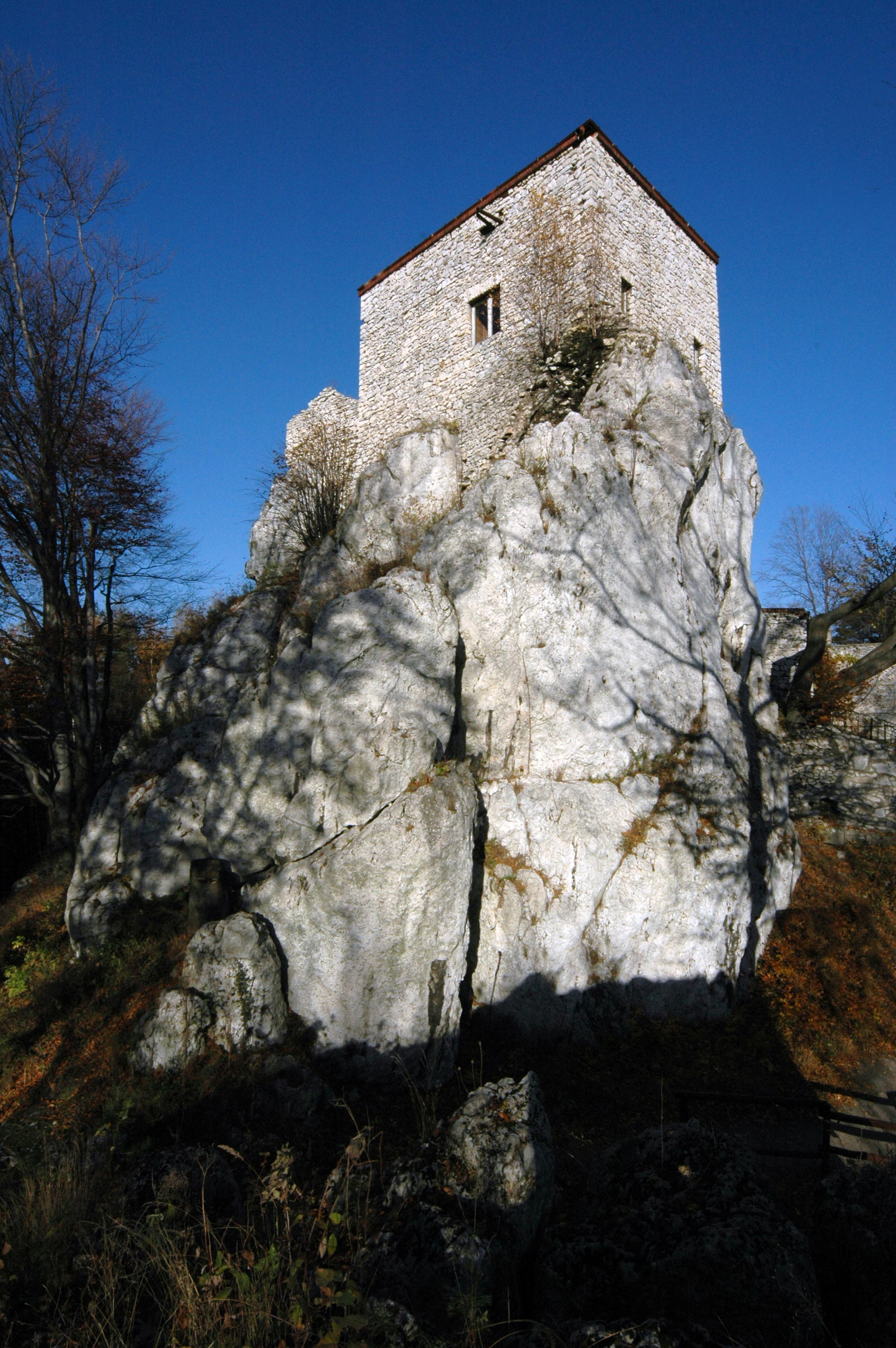